# Wielki Bolcik
Wielki Bolcik (biał. Вялікі Болцік, Wialiki Bołcik, ros. Большой Болтик, Bolszoj Bołtik, Большой Болыцик, Bolszoj Bołycyk, Большой Больцик, Bolszoj Bolcik, Большой Болтик, Bolszoj Bołtik, Болочка, Bołoczka, Болыцик Большой, Bołycik Bolszoj) – jezioro na Białorusi, w obwodzie mińskim, w rejonie miadzielskim. Położone jest 31 km na północny zachód od miasta Miadzioł, 17 km od granicy białorusko-litewskiej, w pobliżu chutoru Kujele. Według niektórych źródeł należy do Bołduckiej Grupy Jezior, według innych − jedynie leży w jej sąsiedztwie. Stanowi część dorzecza Straczy i leży na terenie Naroczańskiego Parku Narodowego.

## Charakterystyka

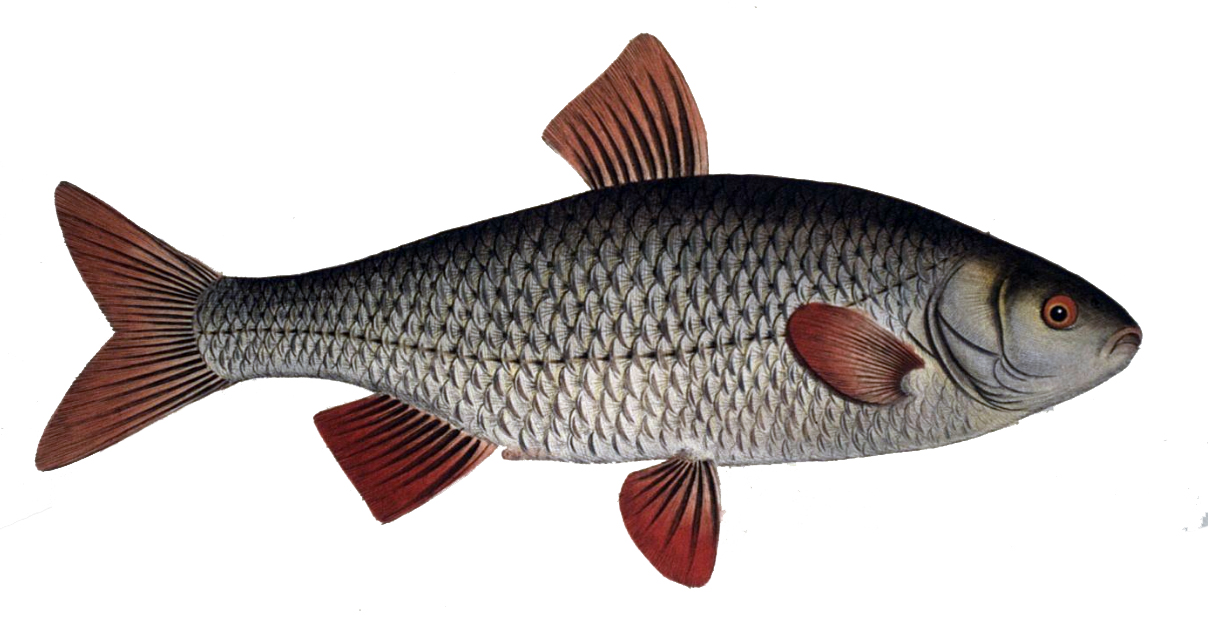
Płoć − jeden z gatunków ryb występujących w jeziorze

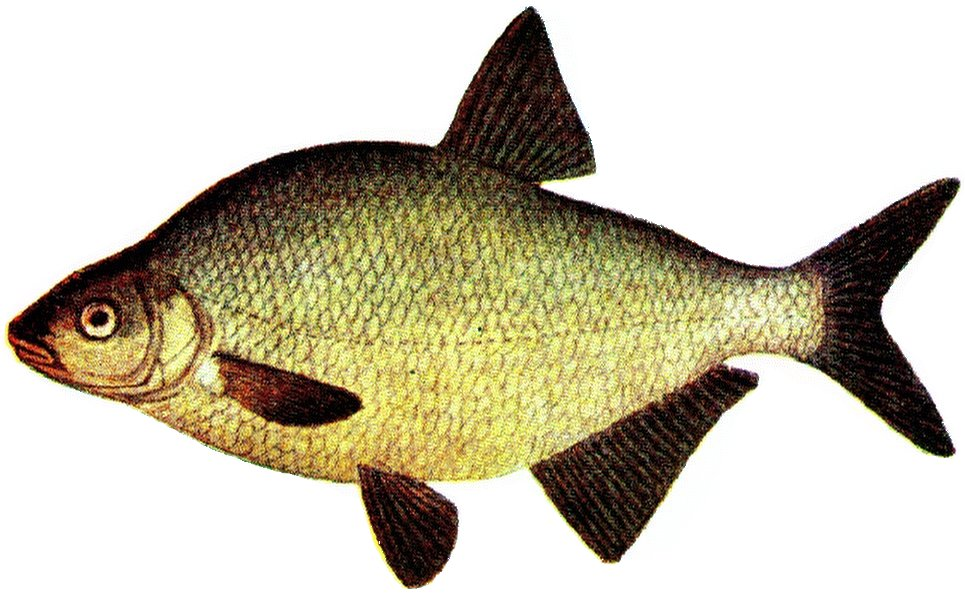
Leszcz − jeden z gatunków ryb występujących w jeziorze

Wielki Bolcik jest jeziorem słaboprzepływowym, dimiktycznym. Jego powierzchnia wynosi 0,14 km², długość − 0,74 km, szerokość maksymalna − 0,23 km, szerokość średnia − 0,19 km, głębokość maksymalna − 27 m, głębokość średnia − 9,37 m, długość linii brzegowej − 1,8 lub 1,78 km. Objętość wody wynosi 1,31 mln m³. Poziom lustra wody w 1932 roku znajdował się na wysokości 183 m n.p.m. Obecnie jest on sztucznie podniesiony przez zaporę przy młynie, w wyniku czego częściowemu zatopieniu uległ przybrzeżny pas lasu. Teren otaczający zbiornik wodny jest pagórkowaty, w większej części porośnięty lasem lub krzewami, miejscami bagnisty. Jego brzegi są przeważnie strome, piaszczyste, porosłe krzewami i w niektórych miejscach lasem. Strefa przybrzeżna jest wąska, piaszczysta, głębiej dno pokryte jest sapropelem. Największe głębie znajdują się w centralnej części jeziora, maksymalna − w przybliżeniu 80 m na północ od południowego brzegu, naprzeciw ujścia strumienia z jeziora Mały Bolcik. Woda charakteryzuje się czystością i wysoką przejrzystością, a także ciemno-szmaragdową barwą. Jezioro zarasta umiarkowanie. Od strony północno-zachodniej wypływa z niego strumień wpadający do rzeki Stracza, od południa wpada strumień z jeziora Mały Bolcik. W jeziorze występują okoń, płoć, leszcz, szczupak, lin i inne ryby. W rejonie zbiornika znajduje się drugie pod względem mocy źródło na Białorusi.

### Charakterystyka hydrobiologiczna

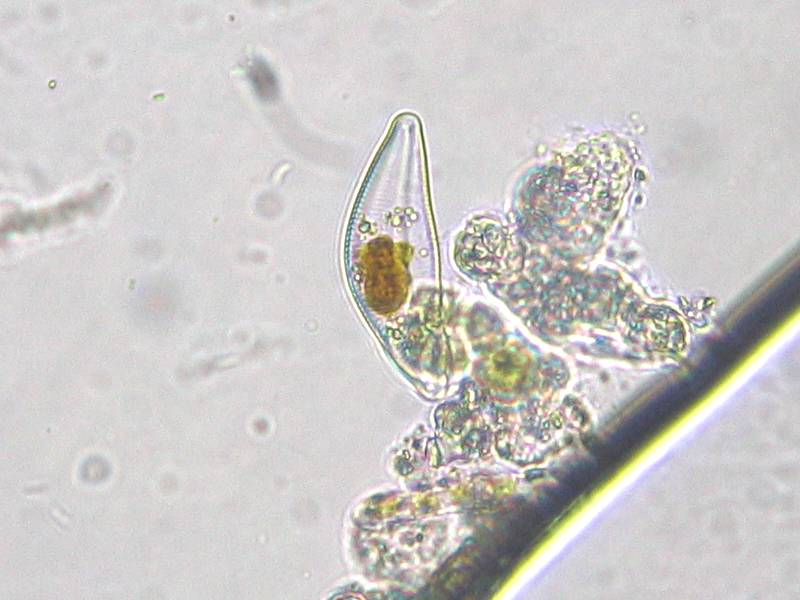
Okrzemki rodzaju Cymbella występujące w jeziorze

W wyniku badania przeprowadzonego 25 marca 2010 roku, z fitoplanktonu jeziora Wielki Bolcik wymieniono dwa gatunki okrzemek z rodzajów Cyclotella i Cymbella. Ogólna liczebność fitoplanktonu wynosiła 0,49 mln komórek na litr. Biomasa substancji surowej wynosiła 0,09 mg/l. Wśród bakterioplanktonu wykryto organizmy o średniej objętości komórki w granicach 0,09±0,04 μm³. Ich liczebność wynosiła 0,96±0,17 mln komórek na litr. Biomasa substancji surowej wynosiła 0,09±0,02 mg/l.

### Charakterystyka hydrochemiczna
Woda jeziora Wielki Bolcik ma klasę wodorowęglanową grupy wapniowej. Jest średnio zmineralizowana:
| pH   | zawiesina (mg/l) | NH4(+) (mg/l) | NO3(-) (mg/l) | NO2(-) (mg/l) | PO4(3-) (mg/l) | Pcałk. (mg/l) | SO4(2-) (mg/l) | Cl(-) (mg/l) | HCO(3-) (mg/l) | Ca(2+) (mg/l) | Mg(2+) (mg/l) | K(+) (mg/l) | Na(+) (mg/l) | Całkowita mineralizacja (mg/l) |
| ---- | ---------------- | ------------- | ------------- | ------------- | -------------- | ------------- | -------------- | ------------ | -------------- | ------------- | ------------- | ----------- | ------------ | ------------------------------ |
| 8,23 | <5               | <0,08         | 0,160         | <0,005        | <0,005         | 0,009         | 7,6            | 5,2          | 191,1          | 43,1          | 13,7          | 0,75        | 3,52         | 265,7                          |

## Turystyka i rekreacja
Jezioro znajduje się na terenie Naroczańskiego Parku Narodowego. Od północy, wschodu i południowego wschodu otacza je rezerwat, od południa i południowego zachodu − strefa regulowanego użytkowania. Zbiornik nie jest wykorzystywany w celach rekreacyjnych, ale przewidywany jest rozwój turystyki ekologicznej. Wędkarstwo amatorskie jest bezpłatne, a okoliczne lasy bogate są w różnego rodzaju owoce leśne i grzyby.

## Historia
Jezioro w latach 1922−1939 znajdowało się na terytorium II Rzeczypospolitej. W 1932 roku otaczał je las majątku Komarowszczyzna.

## Legendy
Istnieje kilka legend zapisanych przez Walerija Iwanowa, dotyczących powstania jeziora Wielki Bolcik i znajdującego się w jego pobliżu źródła.
Według jednej z nich, pięćset-siedemset lat temu w okolicach obecnego jeziora mieszkał leśnik-wdowiec z jedynym synem Janką. Chłopiec w wieku 17 lat wybrał się na polowanie. Tuż przed zachodem słońca zauważył pięknego łosia, do którego oddał strzał z łuku. Strzała odbiła się jednak od gałęzi dębu i jedynie raniła zwierzę. Idąc za śladem krwi, Janka odnalazł łosia nad brzegiem jeziora. Ten przemówił do niego ludzkim głosem, prosząc, by go nie zabijał, obiecując w zamian długie i szczęśliwe życie. Chłopiec obiecał oszczędzić łosia, wówczas ten uderzył lewym kopytem w ziemię, z której trysnęły źródła o niezwykłej czystości i sile. Zwierzę zapewniło Jankę, że każdy łyk z tego źródła przedłuży mu życie o dwa miesiące. Prosił go też, by pokazywał je tylko dobrym ludziom z czystym sercem. Po latach Janka ożenił się z piękną Alesią. Urodził im się syn Kanstancin, a od jego imienia nazwano wieś, w której on jako pierwszy osiedlił się wraz ze swoją rodziną. Następnie zbudowano tam drogę Połock-Wilno. Źródło zaś dało życie dużemu i pięknemu jezioru.
Druga legenda mówi o sąsiadach-chłopach Bołduku i Bołduczycy, którzy konkurowali między sobą, kto wykopie piękniejsze jezioro. W wyniku działania cudów i wpływu sił nieczystych, ich zmagania zaowocowały powstaniem Bołduckiej Grupy Jezior. Konflikt zakończył się zgodą i pojednaniem sąsiadów. Aby je uczcić, Bołduk i Bołduczyca utworzyli jeszcze jedno jezioro, które było najpiękniejsze − Bolcik.
Według trzeciej legendy pewnego dnia złodziej ukradł Bogu koronę, w której osadzone były magiczne kamienie szlachetne. Były to kryształy poznania − kto zakładał koronę za zgodą, ten otrzymywał dostęp do wiedzy, lecz zakładanie jej bez zgody było niebezpieczne. Kamienie nie zechciały być w rękach złodzieja i zaczęły wypadać z korony. Pierwsze wypadły agat, szmaragd i ich złota oprawa. Upadłszy na ziemię, spowodowały pojawienie się jezior Mały Bolcik, Wielki Bolcik i Złotego Źródła z żywą wodą.